# Paracrorhynchus axi
Paracrorhynchus axi är en plattmaskart som beskrevs av Tor Karling 1956. Paracrorhynchus axi ingår i släktet Paracrorhynchus och familjen Polycystididae. Inga underarter finns listade i Catalogue of Life.